# Hellamaabaai
De Hellamaabaai (Estisch: Hellamaa laht) is een baai binnen de territoriale wateren van Estland. De baai is een onderdeel van Väinameri, dat op zijn beurt een onderdeel van de Oostzee is, en ligt op het grondgebied van de gemeente Hiiumaa op het eiland Hiiumaa. De baai is genoemd naar de dichtstbijzijnde plaats, Hellamaa, een dorp in die gemeente.
Als scheiding tussen de baai en Hari Kurk, de zeestraat tussen de eilanden Hiiumaa en Vormsi, fungeert een rij kleine eilandjes (waarvan het grootste, Hellamaa rahu (‘Klip van Hellamaa’), een oppervlakte van 14,8 ha heeft) en één groter eiland, Vohilaid, met een oppervlakte van 4,16 km². Alle eilanden zijn onbewoond, hoewel Vohilaid tot 1956 wel bewoond is geweest.
Het wateroppervlak van de baai bedraagt 11,6 km².